# It Will Rain
It Will Rain é a terceira faixa da trilha sonora The Twilight Saga: Breaking Dawn interpretada pelo cantor norte-americano Bruno Mars.O vídeo musical foi planejado para estrear em 26 de outubro de 2011 na MTV. No entanto, em 24 de outubro de 2011 Mars anunciou via Twitter que o videoclipe da canção foi adiada para um par de semanas.

## Antecedentes
It Will Rain primeiramente foi lançado como single promocional mas Bruno Mars anunciou oficialmente  a ser um novo single em 22 de setembro de 2011 em seu site oficial. A faixa também foi revelada a estar na trilha sonora oficial do filme Saga Crepúsculo: Amanhecer.

## Recepção Crítica
A Rolling Stone deu a canção três estrelas de cinco, dizendo que "soa um pouco como" Wild Horses.

## Faixas
| Download digital |                |         |  |
| N.º              | Título         | Duração |  |
| 1.               | "It Will Rain" | 4:17    |  |

## Videoclipe
O videoclipe era para ser lançado no dia 25 de Setembro de 2011, porém foi adiado e foi lançado no dia 10 de Novembro.
O clipe mostra algumas cenas de Mars cantando e outras dele e sua namorada, em um clima romântico. O clipe também mostra algumas cenas de Edward Cullen e Bella Swan, pois a música está incluída na trilha sonora do filme Amanhecer: Parte 1.

## Desempenho
| Pais / Parada musicl (2011)                    | Melhor posição |
| ---------------------------------------------- | -------------- |
| Austrália (ARIA)                               | 14             |
| Áustria (Ö3 Austria Top 75)                    | 26             |
| Bélgica (Ultratop 50 de Flandres)              | 46             |
| Bélgica (Ultratip Bubbling Under da Valônia)   | 9              |
| Brasil - Billboard Brasil Hot 100              | 20             |
| Brasil - Billboard Brasil Hot Pop              | 5              |
| Canadá (Canadian Hot 100)                      | 5              |
| Dinamarca (Hitlisten)                          | 11             |
| Países Baixos (Single Top 100)                 | 56             |
| Filipinas (Suomen virallinen lista)            | 15             |
| França (SNEP)                                  | 58             |
| O campo songid é OBRIGATÓRIO PARA PARADA ALEMÃ | 14             |
| Irlanda (IRMA)                                 | 11             |
| Nova Zelândia (Recorded Music NZ)              | 2              |
| Polónia (ZPAV)                                 | 3              |
| Escócia (Scottish Singles Chart)               | 15             |
| Coreia do Sul (GAON)                           | 2              |
| Espanha (PROMUSICAE)                           | 43             |
| Suécia (Sverigetopplistan)                     | 48             |
| Suíça (Schweizer Hitparade)                    | 22             |
| Estados Unidos Billboard Hot 100               | 3              |
| Estados Unidos Pop Songs (Billboard)           | 2              |
| Estados Unidos Adult Pop Songs (Billboard)     | 10             |
| Estados Unidos Adult Contemporary (Billboard)  | 29             |